# Шейль, Жан-Венсан
Жан-Венсан Шейль (фр. Jean-Vincent Scheil; 10 июня 1858, Кёнигсмакер, департамент Мозель — 21 сентября 1940, Париж) — французский учёный-доминиканец, ассириолог.
Учился в Коллеж де Франс у Ю. Опперта. Прошёл курсы египтологии и ассирологии в Практической школе высших исследований, в 1895—1933 годах читал лекции по ассириологии там же, с 1908 г. её директор.
Участник археологических раскопок в Месопотамии и Египте, из которых наибольшее значение имели раскопки в Сузах в 1901 году, в ходе которых был обнаружен кодекс Законов Хаммурапи; Шейль стал их первым переводчиком на французский язык.
Член Академии надписей (1908). Член-корреспондент Британской академии (1933). Офицер ордена Почётного легиона (1923).